# Parafia św. Karola Boromeusza i św. Benedykta w Pińsku
Parafia św. Karola Boromeusza i św. Benedykta w Pińsku – rzymskokatolicka parafia znajdująca się w diecezji pińskiej, w dekanacie pińskim, na Białorusi.

## Historia
Kościół św. Karola Boromeusza w Pińsku zbudowano w latach 1770–1782 dla księży komunistów. W okresie międzywojennym był on kościołem filialnym parafii Wniebowzięcia Najświętszej Maryi Panny w Pińsku.
Kościół został znacjonalizowany przez władze ZSRR i do dziś służy jako sala koncertowa.